# 마카오 특별행정구 정부
마카오 특별행정구 정부(중국어: 澳門特別行政區政府, 포르투갈어: Governo da Região Administrativa Especial de Macau da República Popular da China)는 1999년 12월 20일에 포르투갈에서 중화인민공화국으로 반환된 후에 수립된 마카오의 자치 정부이다. 정부수반은 마카오 행정장관이다.

## 같이 보기
- 중국공산당
- 중화인민공화국 정부
- 홍콩 특별행정구 정부